# Triennale de Setouchi

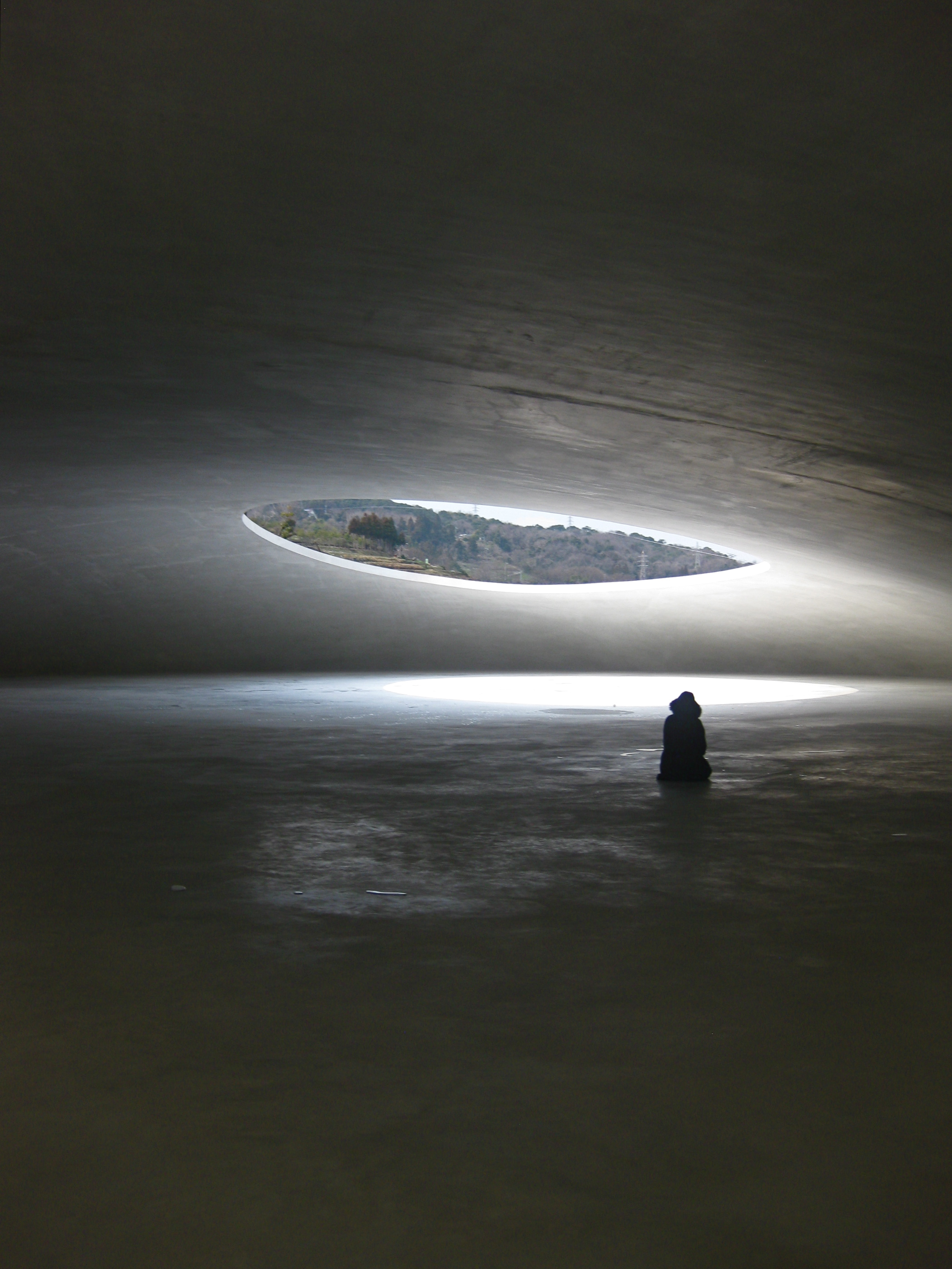
Le musée d'art de Teshima, construit sur l'île de Teshima pour la première édition de la triennale de Setouchi en 2010.

La triennale de Setouchi (瀬戸内国際芸術祭, Setouchi kokusai geijutsusai, « festival d'art international de Setouchi ») (ou Festival international d'art de la Mer intérieure) est un festival international d'art contemporain qui se tient tous les trois ans dans certaines îles de la mer intérieure de Seto au Japon.

## Histoire
La première édition a lieu du 19 juillet au 31 octobre 2010. À cette occasion est inauguré le musée d'art de Teshima sur l'île de Teshima, destiné à abriter une œuvre unique, Matrix, de la sculptrice Rei Naito.
La seconde édition se tient avril en 2013, où 150 œuvres sont exposées. La troisième s'est tenue en 2016, où 177 œuvres sont exposées, dont un spectacle du chorégraphe Damien Jalet. La quatrième édition se tient en 2019.

## Généralités
Le festival se tient sur une douzaine d'îles de la mer intérieure de Seto : Awashima, Honjima (ja), Ibukijima (ja), Inujima (ja), Megi-jima, Naoshima, Ogijima, Ōshima, Shamijima (ja), Shōdoshima, Takamijima (ja) et Teshima, ainsi que sur les ports de Takamatsu (Shikoku) et Uno (ja) (Tamano, Honshū).